# Orientales de Humacao 2014
Questa voce raccoglie le informazioni riguardanti le Orientales de Humacao nella stagione 2014.

## Stagione
La stagione 2014 è la seconda per le Orientales de Humacao nella LVSF. Come nella stagione precedente in panchina c'è David Alemán, ma la squadra cambia notevolmente: in entrata si registrano ben undici movimenti, tra i quali spiccano gli ingaggi delle giocatrici locali Michelle Cardona, Yasary Castrodad, Graciela Márquez e Shirley Ferrer, mentre come straniere arrivano la statunitense Kim Willoughby e la lettone Jekaterina Stepanova; le giocatrici in uscita sono invece dieci e tra queste spiccano le tre straniere Emily Brown, Stephanie Niemer, Falyn Fonoimoana, oltre che le portoricane Mariel Medina Darangelyss Yantín e Wilnelia González.
Il campionato inizia il 26 gennaio 2014 con la sconfitta interna subita dalle Criollas de Caguas, seguita da altre tre partite perse, che segnano un inizio di campionato difficile per le Orientales, capaci di sbloccarsi solo alla quinta di campionato, sconfiggendo fuori casa le Lancheras de Cataño. Questo successo è primo di tre consecutivi, che aprono la prima striscia positiva della squadra nella stagione. Nelle seguenti gare le Orientales collezionano risultati alterni, prima di concludere la regular season con quattro vittorie consecutive. Grazie ai 30 punti conquistati nella stagione regolare, la squadra si qualifica ai play-off come testa di serie numero 5.
Inserite nel Girone B dei quarti di finale insieme alle Criollas de Caguas e alle Indias de Mayagüez, le Orientales centrano un solo successo in quattro gare, vincendo in casa delle Indias, chiudendo il girone al terzo ed ultimo posto, uscendo così subito di scena.
Tra le Orientales Yasary Castrodad è l'unica ad ottenere un riconoscimento individuale, inserita nello All-Star Team della LVSF.

## Organigramma societario
Area direttiva
- Presidente: Luis Domingo Lebrón Mazón

Area tecnica
- Primo allenatore: David Alemán
- Assistente allenatore: Victor Vazquez
- Allenatore: Héctor Pérez Orta
- Statistico: Esaí Velez
- Fisioterapista: Héctor Reyes

## Rosa
| N° | Nome                 | Ruolo | Data di nascita   | Nazionalità sportiva |
| -- | -------------------- | ----- | ----------------- | -------------------- |
| 2  | Valeria Porrata      | S     | 24 agosto 1992    | Porto Rico           |
| 3  | Kim Willoughby       | S     | 7 novembre 1980   | Stati Uniti          |
| 4  | Yozually Ortíz       | S/O   | 21 gennaio 1991   | Porto Rico           |
| 5  | Katia Lozada         | S     | 8 agosto 1991     | Porto Rico           |
| 6  | Michelle Cardona     | P     | 5 settembre 1981  | Porto Rico           |
| 7  | Yasary Castrodad     | C     | 11 novembre 1978  | Porto Rico           |
| 8  | Dolly Meléndez       | P     | 16 marzo 1984     | Porto Rico           |
| 9  | Jekaterina Stepanova | S/O   | 19 marzo 1989     | Lettonia             |
| 10 | Graciela Márquez     | S     | 23 marzo 1978     | Porto Rico           |
| 11 | Tanisha Peña         | S/O   | 30 settembre 1994 | Porto Rico           |
| 12 | Jetzabel Del Valle   | C     | 19 dicembre 1979  | Porto Rico           |
| 13 | Shirley Ferrer       | S/O   | 23 giugno 1991    | Porto Rico           |
| 15 | Shalimarie Merlo     | L     | 21 luglio 1994    | Porto Rico           |
| 15 | Jeisel González      | C     | 16 agosto 1990    | Porto Rico           |

## Mercato
| Acquisti | Acquisti             | Acquisti              | Acquisti   |
| R.       | Nome                 | da                    | Modalità   |
| -------- | -------------------- | --------------------- | ---------- |
| S        | Valeria Porrata      | ?                     | ?          |
| S        | Kim Willoughby       | Pinkin de Corozal     | definitivo |
| S/O      | Yozually Ortíz       | Vaqueras de Bayamón   | prestito   |
| S        | Katia Lozada         | ?                     | definitivo |
| P        | Michelle Cardona     | inattiva              | definitivo |
| C        | Yasary Castrodad     | Gigantes de Carolina  | definitivo |
| S/O      | Jekaterina Stepanova | inattiva              | definitivo |
| L        | Graciela Márquez     | Aragua VC             | definitivo |
| S/O      | Tanisha Peña         | Valencianas de Juncos | definitivo |
| S/O      | Shirley Ferrer       | Valencianas de Juncos | definitivo |
| C        | Jeisel González      | ?                     | ?          |

| Cessioni | Cessioni           | Cessioni              | Cessioni   |
| R.       | Nome               | a                     | Modalità   |
| -------- | ------------------ | --------------------- | ---------- |
| L        | Yashiree Molina    | -                     | ritirata   |
| L        | Paola Ruiz         | -                     | ritirata   |
| S/O      | Emily Brown        | Valencianas de Juncos | definitivo |
| P        | Mariel Medina      | Valencianas de Juncos | definitivo |
| S/O      | Lorraine Avilés    | -                     | ritirata   |
| S        | Stephanie Niemer   | Indias de Mayagüez    | definitivo |
| S        | Darangelyss Yantín | Valencianas de Juncos | definitivo |
| S        | Falyn Fonoimoana   | Criollas de Caguas    | definitivo |
| S        | Emily Calderón     | -                     | ritirata   |
| C        | Wilnelia González  | Gigantes de Carolina  | definitivo |

## Risultati

### LVSF

#### Regular season
| 1ª giornata - 26 gennaio 2014 Complejo Deportivo Emilio Huyke, Humacao  | Orientales de Humacao | 1 - 3 | Criollas de Caguas    | 17-25, 16-25, 25-20, 28-30        |
| 2ª giornata - 30 gennaio 2014 Complejo Deportivo Emilio Huyke, Humacao  | Orientales de Humacao | 2 - 3 | Leonas de Ponce       | 27-25, 12-25, 25-18, 22-25, 6-15  |
| 3ª giornata - 1º febbraio 2014 Coliseo Guillermo Angulo, Carolina       | Gigantes de Carolina  | 3 - 1 | Orientales de Humacao | 25-21, 13-25, 25-19, 25-16        |
| 4ª giornata - 6 febbraio 2014 Coliseo Rafael Amalbert, Juncos           | Valencianas de Juncos | 3 - 1 | Orientales de Humacao | 23-25, 25-20, 25-18, 25-21        |
| 5ª giornata - 8 febbraio 2014 Coliseo Cosme Beitia Sálamo, Cataño       | Lancheras de Cataño   | 2 - 3 | Orientales de Humacao | 25-22, 23-25, 19-25, 25-14, 12-15 |
| 6ª giornata - 14 febbraio 2014 Complejo Deportivo Emilio Huyke, Humacao | Orientales de Humacao | 3 - 1 | Indias de Mayagüez    | 25-20, 22-25, 25-21, 25-23        |
| 7ª giornata - 16 febbraio 2014 Coliseo Mario Morales, Guaynabo          | Mets de Guaynabo      | 0 - 3 | Orientales de Humacao | 23-25, 26-28, 25-27               |
| 8ª giornata - 20 febbraio 2014 Coliseo Salvador Dijols, Ponce           | Leonas de Ponce       | 3 - 0 | Orientales de Humacao | 25-17, 25-19, 25-16               |
| 9ª giornata - 22 febbraio 2014 Complejo Deportivo Emilio Huyke, Humacao | Orientales de Humacao | 1 - 3 | Gigantes de Carolina  | 25-19, 22-25, 15-25, 20-25        |
| 10ª giornata - 27 febbraio 2014 Coliseo Rafael Amalbert, Juncos         | Valencianas de Juncos | 1 - 3 | Orientales de Humacao | 22-25, 25-20, 17-25, 15-25        |
| 11ª giornata - 1º marzo 2014 Complejo Deportivo Emilio Huyke, Humacao   | Orientales de Humacao | 3 - 0 | Lancheras de Cataño   | 28-26, 25-20, 25-18               |
| 12ª giornata - 7 marzo 2014 Palacio de Recreación y Deportes, Mayagüez  | Indias de Mayagüez    | 3 - 0 | Orientales de Humacao | 28-26, 25-15, 25-20               |
| 13ª giornata - 9 marzo 2014 Complejo Deportivo Emilio Huyke, Humacao    | Orientales de Humacao | 3 - 2 | Mets de Guaynabo      | 21-25, 19-25, 25-13, 25-22, 7-15  |
| 14ª giornata - 14 marzo 2014 Coliseo Héctor Solá Bezares, Caguas        | Criollas de Caguas    | 2 - 3 | Orientales de Humacao | 19-25, 25-16, 17-25, 27-29, 15-17 |
| 15ª giornata - 16 marzo 2014 Complejo Deportivo Emilio Huyke, Humacao   | Orientales de Humacao | 0 - 3 | Criollas de Caguas    | 21-25, 23-25, 20-25               |
| 16ª giornata - 20 marzo 2014 Complejo Deportivo Emilio Huyke, Humacao   | Orientales de Humacao | 1 - 3 | Leonas de Ponce       | 16-25, 25-16, 20-25, 23-25        |
| 17ª giornata - 22 marzo 2014 Coliseo Tomás Dones, Fajardo               | Gigantes de Carolina  | 3 - 1 | Orientales de Humacao | 25-18, 25-14, 17-25, 25-22        |
| 18ª giornata - 27 marzo 2014 Coliseo Cosme Beitia Sálamo, Cataño        | Lancheras de Cataño   | 1 - 3 | Orientales de Humacao | 25-23, 18-25, 21-25, 15-25        |
| 19ª giornata - 29 marzo 2014 Complejo Deportivo Emilio Huyke, Humacao   | Orientales de Humacao | 3 - 2 | Valencianas de Juncos | 25-18, 22-25, 25-13, 24-26, 15-8  |
| 20ª giornata - 4 aprile 2014 Complejo Deportivo Emilio Huyke, Humacao   | Orientales de Humacao | 3 - 0 | Indias de Mayagüez    | 25-18, 27-25, 30-28               |
| 21ª giornata - 6 aprile 2014 Coliseo Mario Morales, Guaynabo            | Mets de Guaynabo      | 0 - 3 | Orientales de Humacao | 23-25, 13-25, 27-29               |

#### Play-off
| Quarti di finale (gara 1) - 8 aprile 2014 Complejo Deportivo Emilio Huyke, Humacao    | Orientales de Humacao | 0 - 3 | Criollas de Caguas    | 23-25, 25-27, 22-25              |
| Quarti di finale (gara 2) - 10 aprile 2014 Palacio de Recreación y Deportes, Mayagüez | Indias de Mayagüez    | 1 - 3 | Orientales de Humacao | 22-25, 18-25, 25-18, 19-25       |
| Quarti di finale (gara 4) - 12 aprile 2014 Coliseo Héctor Solá Bezares, Caguas        | Criollas de Caguas    | 3 - 0 | Orientales de Humacao | 25-15, 25-15, 25-17              |
| Quarti di finale (gara 5) - 15 aprile 2014 Complejo Deportivo Emilio Huyke, Humacao   | Orientales de Humacao | 2 - 3 | Indias de Mayagüez    | 20-25, 25-22, 23-25, 25-22, 7-15 |

## Statistiche

### Statistiche di squadra
| Competizione | Punti | In casa | In casa | In casa | In trasferta | In trasferta | In trasferta | Totale | Totale | Totale |
| Competizione | Punti | G       | V       | P       | G            | V            | P            | G      | V      | P      |
| ------------ | ----- | ------- | ------- | ------- | ------------ | ------------ | ------------ | ------ | ------ | ------ |
| LVSF         | 30    | 12      | 5       | 7       | 13           | 7            | 6            | 25     | 12     | 13     |
| Totale       | -     | 12      | 5       | 7       | 13           | 7            | 6            | 25     | 12     | 13     |

G = partite giocate; V = partite vinte; P = partite perse